# Stilson Motor Car Company
Die Stilson Motor Car Company war ein US-amerikanischer Automobilhersteller. Der Markenname war Stilson.

## Unternehmensgeschichte
Der neue Automobilhersteller wurde im Januar 1907 als Pittsfield Motor Car Company angekündigt, aber bereits im März als Stilson Motor Car Company eingetragen. Das Aktienkapital betrug US$ 100.000.-. Financier und Organisator des Unternehmens war Harry M. Stilson, ein ortsansässiger Juwelier und Uhrmacher mit einem Faible für Automobile. Möglicherweise kam aber der Anstoß zur Gründung von Clarence P. Hollister, der zuvor den Berkshire entworfen hatte und auch im neuen Unternehmen die Position des Chefingenieurs erhielt. Er hatte das Patent auf ein von ihm entwickeltes hydraulisches Getriebe, das er im Berkshire und 1908 im Stilson verwendete. Es scheint den Schaltvorgang sanfter und effizienter als damals üblich durchgeführt zu haben, erwies sich aber als so unzuverlässig, dass es nach kurzer Zeit von beiden Marken fallen gelassen wurde.
Beide Hersteller hatten ihren Sitz an der 92 Rennie Avenue in Pittsfield (Massachusetts); ob Hollister bei Berkshire und Stilson gleichzeitig oder nacheinander tätig war, geht aus den Quellen nicht hervor. Es gibt hingegen keinen Hinweis darauf, dass Harry M. Stilson in der Berkshire Motor Car Co. eine Rolle gespielt hat.
Einziges Modell des Unternehmens war der Stilson 50/60 HP, von dem es verschiedene Varianten gab. Alle erhielten einen Herschell-Spillman-Sechszylindermotor mit 9,3 Liter Hubraum und einer Leistung von 50 bhp (ca. 37,3 kW); er wird im Berkshire Model F von 1912 als T-Kopf beschrieben und war mit 58 Steuer-PS (gerundet: 60) nach NA.C.C. taxiert.
1907 wurde der 50/60 HP nur als siebensitziger Touring mit konventionellem Vierganggetriebe zu US$ 4500.- angeboten.
1908 lautete die Bezeichnung Stilson 50/60 HP Type C, der Radstand wuchs um ca. 8 cm (15 cm nach einer anderen Quelle) und eine Chauffeur-Limousine ergänzte das Programm. Nur in diesem Jahr wurde das Hollister-Getriebe verwendet, das offenbar nur drei Vorwärtsgänge aufwies. Die Preise betrugen US$ 4500.- für den Touring und US$ 5500.- für die Limousine.
Im letzten Produktionsjahr wuchs der Touring erneut; in dieser Version hieß er 50/60 HP Model H. Bei unveränderten Preis betrug der Radstand nun 3378 mm. Die Limousine wurde eingestellt, neu war hingegen ein viersitziger Runabout 50/60 HP Model J. mit kurzem (3099 mm) Fahrgestell. zu US$ 4250.-.
Abgesehen vom genannten Getriebe und den variierenden Radständen sind während der Produktionszeit des Stilson keine technischen Änderungen nachweisbar. Die Herstellung scheint bereits 1909 geendet zu haben. Das Unternehmen geriet in die Insolvenz und wurde im Dezember 1910 aufgelöst. Im Laufe des Verfahrens zeigte sich, das nur US$ 33.700.- des Aktienkapitals tatsächlich einbezahlt worden waren. Es wurden Aktiva von ca. US$ 3000.- festgestellt. Harry Stilson verließ Pittsfield und ließ sich in Manhattan (New York City) als Juwelier nieder.